# IC 2678
IC 2678 је спирална галаксија у сазвјежђу Лав која се налази на листи објеката дубоког неба у Индекс каталогу.
Деклинација објекта је + 11° 56' 55" а ректасцензија 11h 16m 21,6s. Привидна величина (магнитуда) објекта IC 2678 износи 15,0 а фотографска магнитуда 15,8.